# Neto (Fußballspieler, 1989)
Neto (* 19. Juli 1989 in Araxá; bürgerlich Norberto Murara Neto) ist ein brasilianischer Fußballtorwart. Er steht als Leihspieler beim AFC Bournemouth unter Vertrag.

## Karriere

### Im Verein
Neto begann seine Profikarriere 2009 bei Athletico Paranaense, wo er zu ersten Einsätzen kam. In der Saison 2010 stieg er zum Stammtorwart in der Campeonato Brasileiro Série A auf. Nachdem er hierbei bereits im ersten Spiel vom Platz gestellt und danach für zwei Spiele gesperrt wurde, spielte er fast jedes weitere Spiel des Jahres und wurde am Ende der Spielzeit Fünfter mit Paranaense.
Im Januar 2011 wechselte Neto für etwa 3,5 Millionen Euro zur AC Florenz und erhielt einen Vertrag bis Juni 2015. In der Rückrunde der Spielzeit 2010/11 kam er nicht zum Einsatz, da sich der erfahrene Artur Boruc als Stammtorwart behauptete. Auch in der folgenden Saison blieb Boruc die Nummer 1 der Fiorentina, Neto kam zu lediglich vier Pflichtspieleinsätzen. Sein Debüt in der Coppa Italia gab er am 24. November 2011 in der vierten Runde der Spielzeit 2011/12 beim 2:1-Erfolg über den FC Empoli, in der Serie A am 29. April 2012 bei der 0:2-Niederlage gegen Atalanta Bergamo. Nachdem Boruc den Verein zur Saison 2012/13 verließ wurde als Ersatz Emiliano Viviano von der US Palermo ausgeliehen, der sich ebenfalls gegen Neto durchsetzte. So kam dieser nur zu sechs Liga- und vier Pokaleinsätzen. Zu Beginn der Spielzeit 2013/14 setzte der Verein dann auf Neto, da er keinen potenziellen Konkurrenten verpflichtete. Neto stand in fast allen Pflichtspiele der Saison zwischen den Pfosten der Viola und konnte durch konstant gute Leistungen auf sich aufmerksam machen. Zur Spielzeit 2014/15 wurde mit dem rumänischen Nationaltorwart Ciprian Tătărușanu wieder ein ernsthafter Konkurrent für Neto verpflichtet, gegen den er sich jedoch durchsetzen konnte. Nachdem Neto die gesamte Hinrunde Stammspieler war kündigte er im Winter jedoch an, den Verein nach Ende seines Vertrages zu verlassen. Dies veranlasste Trainer Vincenzo Montella dazu, Tătărușanu zum neuen Stammtorwart zu ernennen und Neto auf die Ersatzbank zu verbannen. Erst Ende Februar, als sich Tătărușanu verletzte, wurde Neto wieder eingesetzt. Bis zum Saisonende blieb er im Tor und erreichte mit Florenz das Halbfinale der Europa League 2014/15. Zum 30. Juni 2015 verließ er den Verein.
Am 3. Juli 2015 gab der italienische Rekordmeister Juventus Turin die Verpflichtung des ablösefreien Torhüters bekannt, der einen Vertrag bis 2019 erhielt und ca. 2 Millionen Euro pro Jahr verdienen soll. Neto soll Marco Storari als Vertreter von Gianluigi Buffon ersetzen.
2017 wechselte er nach Spanien zum FC Valencia. In zwei Spielzeiten absolvierte Neto 67 Spiele in der Primera División.
Zur Saison 2019/20 wechselte Neto für 26 Millionen Euro plus möglicher Bonuszahlungen in Höhe von 9 Millionen Euro zum Ligakonkurrenten FC Barcelona. Er unterschrieb einen Vertrag mit einer Laufzeit bis zum 30. Juni 2023, der eine Ausstiegsklausel in Höhe von 200 Millionen Euro enthält, und ist als Ersatzmann hinter Marc-André ter Stegen eingeplant. Während der Sommervorbereitung erlitt Neto einen Kahnbeinbruch an der linken Hand und musste operiert werden.
Anfang August 2022 wechselte Neto in die Premier League zum AFC Bournemouth. Er unterschrieb beim Aufsteiger einen Vertrag bis zum Ende der Saison 2022/23, stieß vor dem 2. Spieltag zum Kader und verdrängte dort auf Anhieb den vormaligen Stammtorwart Mark Travers.
Im August 2024 wurde er für den Rest der laufenden Saison an den FC Arsenal verliehen.

### In der Nationalmannschaft
Neto wurde bereits 2010 von Mano Menezes das erste Mal für die Brasilianische Fußballnationalmannschaft nominiert, kam jedoch nicht zum Einsatz. Zwei Jahre später absolvierte er zwei Partien für die Olympiaauswahl Brasiliens beim olympischen Fußballturnier in London. Im Finale unterlag man den Mexikanern und errang somit die Silbermedaille. 2015 wurde Neto von Carlos Dunga erneut für die Nationalmannschaft Brasiliens nominiert und durfte als Ersatztorhüter an der Copa América 2015 teilnehmen. Mit ihr schied Neto allerdings im Viertelfinale gegen Paraguay aus.
Von Nationaltrainer Tite wurde Neto für die Freundschaftsspiele im September 2018 gegen die USA und El Salvador berufen. Im Spiel gegen El Salvador bestritt Neto seinen ersten Einsatz für die A-Auswahl.

## Erfolge
Turin
- Italienischer Supercupsieger: 2015
- Italienischer Meister: 2015/16, 2016/17
- Italienischer Pokalsieger: 2015/16, 2016/17

Nationalmannschaft
- Olympische Silbermedaille: 2012

## Name
Sein bürgerlicher Name ist Norberto Murara. Bei Neto (portugiesisch für Enkel) handelt es sich um einen Namenszusatz, der in portugiesischsprachigen Ländern verwendet wird, wenn jemand den gleichen Namen wie sein Großvater hat. Diesen Namenszusatz verwendet er als Künstlernamen.